# 北会津町金屋
北会津町金屋（きたあいづまち かなや）は、福島県会津若松市の大字である。郵便番号は969-6012。

## 地理
会津若松市北西部の北会津地区（旧北会津郡北会津村域）に属する。南で北会津町下野、西で北会津町西後庵、北で北会津町北後庵、北会津町松野、東で北会津町小松、南東で大沼郡会津美里町舘ノ廻、会津美里町早泥とそれぞれ隣接する。概ね町村制施行以前の北会津郡宮木村のうち、旧金屋村域の流れを汲む地域である。北会津地区南西端部に位置し、南部をJR只見線が東西に横断する。域内全域にわたり水田が広がり、南部の字若宮西周辺に集落が位置する。北会津地区の他大字と同様に集落がある区画のほとんどは「字」以降を付けず大字に直接番地が続く住所表記がなされる。 

### 主な字
字
- 戌亥
- 金屋前
- 上中清水
- 北川原道上

- 北川原道下
- 町屋田
- 向川原道上
- 村北

- 村東
- 村南
- 若宮西

## 歴史
- 1875年8月12日 - 西後庵新田村、上荒井村、金屋村、下野村が統合され宮木村が発足する。
- 1879年1月27日 - 宮木村が福島県内における郡区町村制の施行により北会津郡の村となる。
- 1889年4月1日 - 町村制の施行により宮木村が周辺6村と合併し川南村が発足する。旧宮木村域は川南村大字宮木となる。
- 1956年5月1日 - 川南村が荒舘村と合併して北会津村が発足し、北会津村の大字となる。
- 2004年11月1日 - 北会津村が会津若松市に編入され会津若松市の大字となるのに伴い、大字宮木のうち字金屋前甲、村南丙、村北丙、村東丙、向川原道上丙、戌亥、若宮西、北川原道下、北川原道上、町屋田が北会津町金屋となる。

## 世帯数と人口
2024年1月1日現在の世帯数と人口は以下の通りである。
| 大字         | 世帯数 | 人口 |
| ------------ | ------ | ---- |
| 北会津町金屋 | 13世帯 | 42人 |

## 小・中学校の学区
市立小・中学校に通う場合、学区は以下の通りとなる。
| 番地 | 小学校                 | 中学校                   |
| ---- | ---------------------- | ------------------------ |
| 全域 | 会津若松市立川南小学校 | 会津若松市立北会津中学校 |

## 交通

### 鉄道
JR東日本
- 只見線

### 道路
- 福島県道72号会津坂下会津本郷線
- 幹線二級市道23号

## 施設
- 金屋公民館
- 金屋若宮八幡宮